# Petrók Viktor
Petrók Viktor (Kaposvár, 1981. április 3. –) magyar labdarúgó hátvéd, aki 2017-től a Kaposvár másodedzője.

## Pályafutása
Szülővárosban kezdte a labdarúgást, egy-egy dunaújvárosi illetve siófoki kitérő után mindig visszatért ide. 2004-ben  a csapatnak 16 év után sikerült újra feljutnia az NB I-be.
Így a Kaposvári Rákóczi FC csapatában játszott először NB I-es mérkőzésen is, 2005. március 12-én lépett pályára a Budapesti Vasas ellen 2–1-re elvesztett bajnokin, kezdőként 90 percet játszott. Még ebben a szezonban megszerezte első gólját is április 9-én az FTC ellen 1–1-re végződött találkozón. A szezont két góllal zárta, a zárófordulóban a Nyíregyháza Spartacus ellen volt mégeredményes.
Az NB I-ben a kaposvári védelem egyik alapemberévé vált, rendre 20 mérkőzés körül szerepelt idényenként, amikor egészséges volt.
2007 nyarán egyéves szerződéshosszabbítást írt alá. 2009 nyarán 1+1 évre kötelezte el magát.